# マリア・デ・ラス・メルセデス・デ・ボルボーン＝ドス・シシリアス
マリア・デ・ラス・メルセデス・デ・ボルボン＝ドス・シシリアス・イ・オルレアンス（スペイン語: María de las Mercedes de Borbón-Dos Sicilias y Orleans, 1910年12月23日 - 2000年1月2日）は、バルセロナ伯フアンの妃。前スペイン王フアン・カルロス1世の母。
イタリア語名はマリーア・メルチェデス・ディ・ボルボーネ＝ドゥエ・シチリエ（Maria Mercedes di Borbone-Due Sicilie）。

## 生涯

### 生い立ち
両シチリア王国の旧王家ブルボン＝シチリア家出身（最後の国王フランチェスコ2世の甥）でスペイン王子（インファンテ）でもあったカルロ・タンクレーディと、その2度目の妻ルイーズ・ドルレアン（パリ伯フィリップの娘）の次女として、マドリードで生まれた。
父の先妻はスペイン王アルフォンソ12世の第1王女で同名のマリア・デ・ラス・メルセデスである。父カルロはこの結婚に際して、両シチリア王国の継承権を放棄し、スペイン王子の称号を得た。またアルフォンソ12世の最初の王妃も同名のマリア・デ・ラス・メルセデスであり、親類に縁のある命名であった。全名は、マリア・デ・ラス・メルセデス・クリスティーナ・ヘナラ・イサベル・ルイサ・カロリーナ・ビクトリア・デ・トードス・ロス・サントス（María de las Mercedes Cristina Genara Isabel Luisa Carolina Victoria de Todos los Santos）。
父が軍務に就いていたセビリアで育ち、スペイン第二共和政が成立すると、一家はフランスのカンヌへ亡命、後にパリへ転居した。

### 結婚、息子の即位

バルセロナ伯夫人紋章

1935年1月、アルフォンソ13世の王女ベアトリスの結婚式の際、ベアトリスの弟であるフアンと出会い、同年10月に結婚した。1942年にフアンにはバルセロナ伯位が授けられた。
一家はカンヌとローマに暮らし、第二次世界大戦が勃発すると、フアンの母である王妃ビクトリア・エウヘニア（エナ）とスイスのローザンヌに暮らした。戦後、一家はポルトガルのエストリルで暮らした。1976年、フアン・カルロスのスペイン王即位に伴い、一家はスペインへ帰国した。
1982年に臀部を骨折、1985年には左大腿骨を骨折し、晩年は車椅子での生活を余儀なくされた。
マリアはアンダルシア文化と闘牛をこよなく愛した。孫娘である王女エレナが挙式をセビリアで挙げたのは、マリアがセビリアを好んだからであった。セビリアを本拠地とするレアル・ベティスのサポーターでもあった。
2000年1月2日、スペイン王室揃って新年を祝ったランサローテ島の別荘で、心臓発作のため薨去。葬儀は王妃の礼をもって執り行われ、エル・エスコリアル修道院に埋葬された。

## 子女
2人には4子が生まれた。
- ピラール（1936年 - 2020年） - バダホス女公
- フアン・カルロス1世（1938年 - ） - スペイン国王（在位：1975年 - 2014年）
- マルガリータ（1939年 - ） - エルナニ女公
- アルフォンソ（英語版）（1941年 - 1956年）

## 系譜
| マリア・デ・ラス・メルセデス | 父: カルロ・タンクレーディ | 祖父: カゼルタ伯アルフォンソ   | 曾祖父: 両シチリア王 フェルディナンド2世            |
| マリア・デ・ラス・メルセデス | 父: カルロ・タンクレーディ | 祖父: カゼルタ伯アルフォンソ   | 曾祖母: マリーア・テレーザ[1]                       |
| マリア・デ・ラス・メルセデス | 父: カルロ・タンクレーディ | 祖母: マリーア・アントニエッタ | 曾祖父: トラーパニ伯フランチェスコ[2]               |
| マリア・デ・ラス・メルセデス | 父: カルロ・タンクレーディ | 祖母: マリーア・アントニエッタ | 曽祖母: マリーア・イザベッラ[3]                     |
| マリア・デ・ラス・メルセデス | 母: ルイーズ               | 祖父: パリ伯フィリップ         | 曾祖父: オルレアン公 フェルディナン・フィリップ[4]  |
| マリア・デ・ラス・メルセデス | 母: ルイーズ               | 祖父: パリ伯フィリップ         | 曾祖母: メクレンブルク＝シュヴェリーン公女 ヘレーネ |
| マリア・デ・ラス・メルセデス | 母: ルイーズ               | 祖母: マリア・イサベル         | 曾祖父: モンパンシエ公 アントワーヌ[5]              |
| マリア・デ・ラス・メルセデス | 母: ルイーズ               | 祖母: マリア・イサベル         | 曾祖母: スペイン王女 ルイサ・フェルナンダ[6]        |

1. オーストリア皇帝フランツ1世の弟テシェン公カール大公の長女。
2. 両シチリア王フランチェスコ1世と妃マリア・イサベル（スペイン王カルロス4世の王女）の末子
3. トスカーナ大公レオポルド2世と妃マリーア・アントーニア（両シチリア王フランチェスコ1世の王女）の長女。[2]は母方の叔父にあたる（叔姪婚）
4. フランス国王ルイ・フィリップ1世と王妃マリー・アメリー（両シチリア王フェルディナンド1世の王女）の長男、[5]の兄
5. [4]の弟
6. スペイン王フェルナンド7世と王妃マリア・クリスティーナ（[2]の姉、[3]の伯母）の次女、スペイン女王イサベル2世の妹